# 137 Мелібоя
137 Мелібоя (137 Meliboea) — астероїд головного поясу, відкритий 21 квітня 1874 року.
Тіссеранів параметр щодо Юпітера — 3,138.